# Malcolm Bricklin

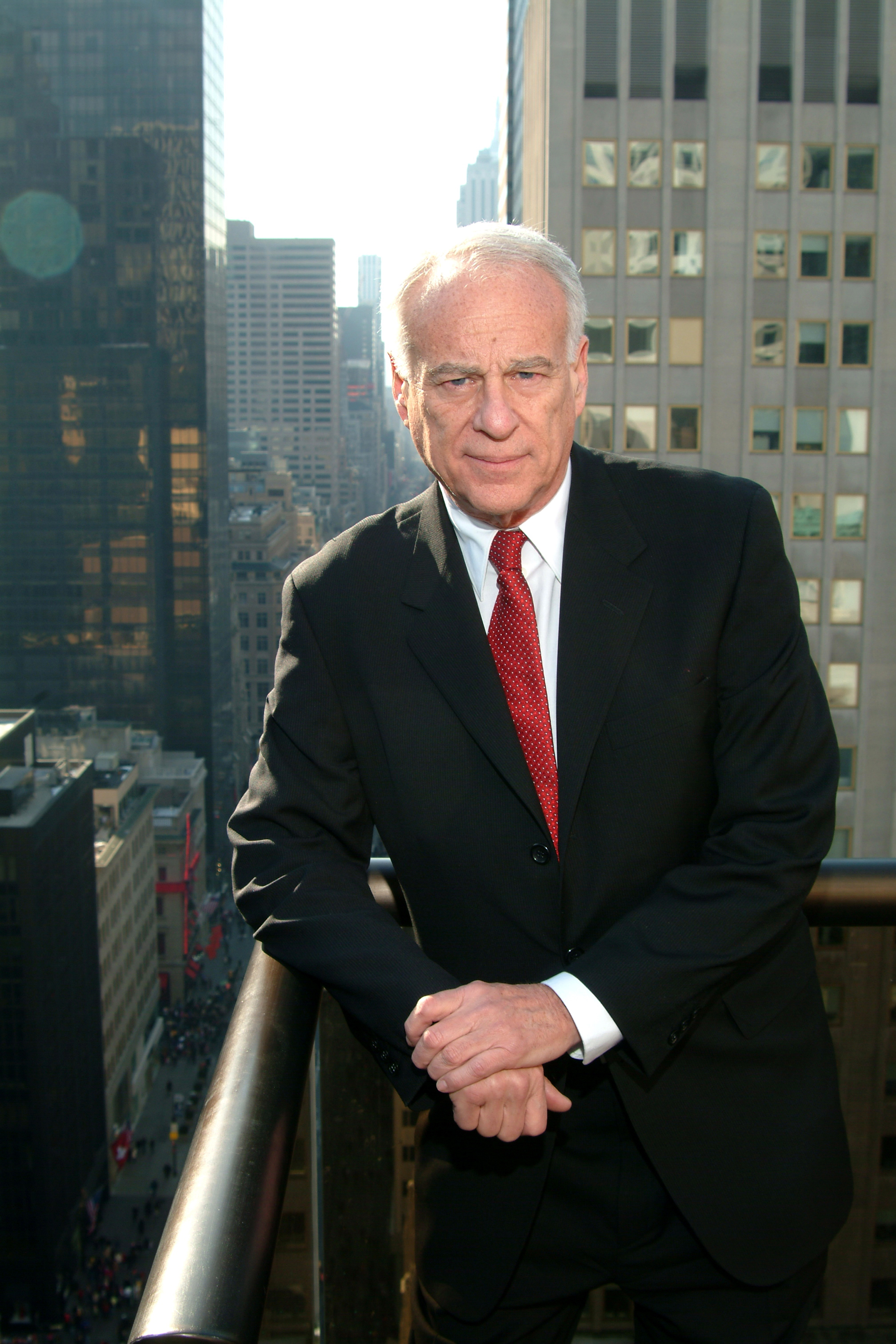
Malcolm Bricklin in 2007

Malcolm Bricklin (Philadelphia, Pennsylvania, 9 januari 1939) is een man van honderd ambachten. Toen hij 19 jaar was, begon hij in Florida een bedrijfje met bouwmaterialen. Zes jaar later was deze zaak uitgegroeid tot Handyman, een keten van gereedschapswinkels. Volgens eigen zeggen zou de verkoop van de keten hem een miljoen dollar hebben opgeleverd. Kort na de verkoop ging de keten failliet waarop investeerders een rechtszaak tegen Bricklin aanspanden die hij verloor. Daarna werd hij importeur van Subaru en begon in 1974, op 35-jarige leeftijd, een nieuw leven als autoproducent. De auto was veelbelovend maar het verwachte aantal van 50.000 stuks per jaar werd niet gehaald.
In de jaren tachtig was Bricklin onder andere importeur van de Fiat/Bertone X/19 sportwagen, en van de Yugo.

## Bricklin SV-1
Bricklin begon in 1974 met geleend geld in de Verenigde Staten een sportwagen met veel veiligheidsvoorzieningen te ontwikkelen die gebouwd werd in Canada, met financiële steun van de provinciale overheid van New Brunswick. De auto heette SV-1 en had vleugeldeuren zoals de Mercedes-Benz 300SL en de DeLorean DMC-12 die had en een V8 motor van AMC. De kunststof carrosserie zag er mooi uit, maar had een groot aantal gebreken. Onder andere was de achterklep niet waterdicht. Bricklin ging failliet met een schuld van 23 miljoen dollar aan de overheid. Er werden in de korte tijd dat de Bricklin SV-1 heeft bestaan, 2.897 auto's van verkocht. Naar schatting rijden er tegenwoordig nog zo'n 1500 Brincklins rond.